# سواتوبوریتس-میسترین
سواتوبوریتس-میسترین (به چکی: Svatobořice-Mistřín) یک منطقهٔ مسکونی در جمهوری چک است که در ناحیه هودونین واقع شده‌است. سواتوبوریتس-میسترین ۳٬۵۵۳ نفر جمعیت دارد.